# Jack London State Historic Park

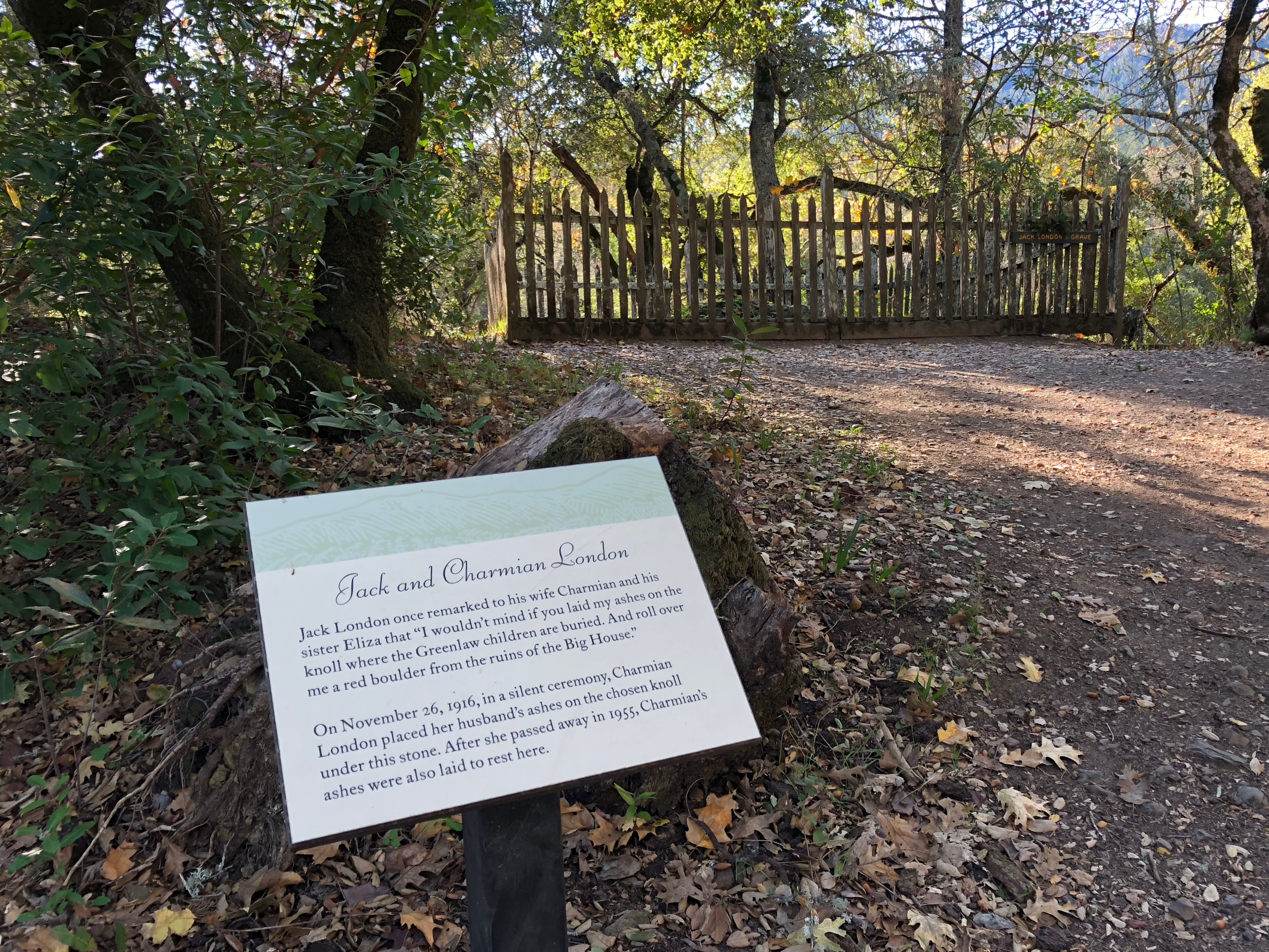
Grab von Jack London

Der Jack London State Historic Park ist einer von etwa 50 California State Historic Parks als Teil der State Parks in Kalifornien. Zudem ist er seit 1962 unter der Bezeichnung Jack London Ranch als National Historic Landmark eingestuft. Er befindet sich bei Glen Ellen. Das Haus von Jack London brannte 1913 ab. Auf dem Gelände befindet sich das Grab von Jack London und seiner zweiten Ehefrau Charmian.